# Roger Gounot
Pour les articles homonymes, voir Gounot.
Roger Gounot, né le 16 février 1909 à Méasnes et mort le 26 janvier 1979 à Vals-près-le-Puy, est un peintre, graveur et conservateur de musée français.
Professeur de dessin puis conservateur du musée Crozatier au Puy-en-Velay de 1947 à 1978, il a réalisé des inventaires, des expositions et des publications dans le domaine de l’histoire de l'art, de l’artisanat local et de l’archéologie. Il est également l’auteur de nombreuses peintures et gravures.

## Biographie
Roger Gounot est né le 16 février 1909 à Méasnes (Creuse) d’une famille rurale. Diplômé de l’École nationale supérieure des arts décoratifs de Paris en 1931, il est remarqué par ses professeurs Deshairs, Corlin et Goudinat. Titulaire du professorat de dessin en 1930, il est nommé et s’installe au Puy-en-Velay en 1931. Il y enseigne le dessin au lycée de garçons Charles et Adrien Dupuy et à l’École normale d’instituteurs. Il épouse Jeanne Gérôme le 10 août 1936, avec laquelle il a quatre enfants : Pierre, Françoise, Simone et Jean.
Il est nommé conservateur du musée Crozatier au Puy-en-Velay en 1947 et il y œuvra jusqu’en décembre 1978. En 1969, il siège au conseil des Affaires culturelles de la région Auvergne.
Passionné d’art, Roger Gounot a enseigné le dessin et pratiqué la peinture, la gravure et la sculpture. Il a réalisé quelques rares sculptures sur bois, utilisant des outils sommaires comme le couteau de berger, ou plus évolués. Il peint à la gouache ou à l’huile les paysages du Velay, certaines pittoresques églises romanes, aussi bien que les gorges de la Loire ou les plateaux de la Haute Loire. Suivant l’invitation de son ami Pierre Tardy, il a découvert et minutieusement décrit les paysages de l’île de Ré à travers de nombreux tableaux. On retrouve ses dessins solidement bâtis dans ses gravures, notamment dans son œuvre En marge de Cromedeyre. Sept eaux fortes de 1936.
Son œuvre peint reste profondément marqué par son goût pour la nature. On peut y remarquer son attention toute particulièrement marquée pour les arbres. Il a laissé un grand nombre de dessins et d'études d'animaux, ceux de la ferme comme ceux du jardin des Plantes de Paris qu'il fréquentait assidument pendant ses études. Parallèlement à son activité de professeur de dessin, il a exposé au Puy-en-Velay pratiquement chaque année de 1933 à 1938, puis en 1946. À partir de cette date, ayant accepté la charge de conservateur du musée, il ne disposait plus de temps à consacrer à son art. 
Roger Gounot a consacré 33 ans au musée Crozatier du Puy-en-Velay, lequel conserve des collections très diversifiées, à caractère encyclopédique. Conservateur adjoint en 1946, puis conservateur de 1947 à 1978, Gounot remet sur pied et transforme le musée, en piteux état après la Seconde Guerre mondiale. D'importants travaux sont effectués sur le bâtiment et sur la toiture pour une rénovation intégrale.
Sous le contrôle de la direction des Musées de France, de Georges Salles, de Georges-Henri Rivière, et de Jean Vergnet-Ruiz, Roger Gounot engage une refonte complète du programme muséographique. Les collections sont réorganisées et les œuvres de moindre importance mises en réserve. Certains décors architecturaux intérieurs sont supprimés (pilastres, frises) pour faire place à une présentation moderne et aérée.
Les premières salles sont inaugurées en 1949. Les richesses du musée sont mises en valeur, de La Vierge au Manteau aux collections lapidaires, de la galerie de dentelles à la première machine à coudre de Pierre Clair, et au Carrosse de Vachères. Les domaines les plus variés sont abordés dans les expositions temporaires, mettant en valeur le patrimoine artistique de la Haute-Loire.
Roger Gounot déploie alors ses talents de calligraphe, de photographe et de dessinateur pour les cartels des collections en vitrines, l’illustration de ses affiches et les publications. 
Parallèlement, Roger Gounot entreprend un important travail de récolement et de classement pour un inventaire normalisé des collections. Un constant souci de probité intellectuelle lui a été reconnu dans ses recherches. Il n’acceptait jamais une attribution, une datation sans l’avoir vérifiée.
Ses études ont été publiées dans diverses revues historiques ou scientifiques, ou ont fait l’objet d’ouvrages plus importants, en particulier en archéologie gallo-romaine en Velay et sur le tracé des voies anciennes.
En 1965, il participe à la création de l'Association des Cahiers de la Haute-Loire, qui publie chaque année un recueil d'articles concernant la Préhistoire et l'histoire du département. Il y produira cinq articles. 
Roger Gounot est mort le 26 janvier 1979 à Vals-près-le-Puy (Haute-Loire).
Après son décès, sa veuve, Jeanne Gounot, contribuera à publier une Carte archéologique de la Haute-Loire qu'il avait pratiquement terminée, éditée par les Cahiers de la Haute Loire.
Un groupe informel se retrouvait le dimanche matin au musée autour de lui : anciens élèves, étudiants, amis, chercheurs, passionnés par l’art ou l’archéologie. Il a su les convaincre de « l’indispensable enracinement de chacun dans son territoire ».

## Distinctions
- Chevalier de l'ordre des Arts et des Lettres.
- Chevalier de l'ordre des Palmes académiques.
- Chevalier de l'ordre national du Mérite.
- Médaille d’argent de la Société française d’archéologie.

## Œuvre

### Affiche
Liste d'affiches établie en 1984 :
- Aspects anciens du Puy, août-septembre 1950, gravée par Guy Cochet.
- Le Costume vellave, juillet-septembre 1951.
- La Vierge dans l’Art, juin-septembre 1956.
- La Fayette, juillet-septembre 1957.
- Visitez Le Puy et le Musée Crozatier, gravée par Guy Cochet.
- Guy François, 1974.
- Estampes originales, 1976.
- Évolution de la dentelle du Puy au XIXe siècle, 1977.
- Charles Maurin, 1978.

### Estampe
- En marge de Cromedeyre, sept eaux-fortes, 1936, illustrations en lien avec l'œuvre de Jules Romains Cromedeyre-le-Vieil.

### Publications
- Musée Crozatier, Catalogue des peintures, 1949.
- « Deux fragments du tombeau de Clément VI au Musée Crozatier du Puy », Musées de France, janvier-février 1950.
- La Vierge dans l’Art, catalogue de l’exposition, Musée Crozatier, juillet-septembre 1956.
- Collections Lapidaires du Musée Crozatier du Puy-en-Velay, Musée Crozatier. 1957.
- La Fayette : souvenirs et documents, catalogue de l’exposition organisée par les conservateurs des archives départementales de la Haute-Loire, de la bibliothèque et du Musée Crozatier, juillet-septembre 1957.
- « Les Fondeurs du Puy-en-Velay et leurs produits ornés », dans Art Populaire de France, Strasbourg, éditions Européa, 1960, p. 219 à 239.
- « Le Carrosse du XVIIIe siècle… donné par M. le Comte de Loiray et provenant du château de Vachères », Les Arts graphiques, 1960.
- « Les Mortiers du Puy-en-Velay », Revue d’histoire de la pharmacie, octobre-décembre 1962.
- L’église abbatiale du Monastier Saint-Chaffre : mille ans d’histoire, notes sur l’église et catalogue de l’exposition, Musée Crozatier, 1962.
- « Roland et la marqueterie de paille du Puy », Revue du Louvre et des Musées de France, no 2, 1962.
- « Note technique sur le dessin du tombeau de Clément VI (à l'abbaye de La Chaise-Dieu) », Almanach de Brioude, Brioude,‎ 1962
- « Les poinçons des Argentiers et des Orfèvres du Puy et de la Haute-Loire », Bulletin historique de la Société Académique du Puy-en-Velay et de la Haute-Loire, 1963.
- Le Trésor de Lissac, Le Puy-en-Velay, Cahiers de la Haute-Loire, 1965 (lire en ligne).
- « Sur le cippe de Ceyssac (Haute-Loire) : un pêcheur à la ligne », Gallia, Tome 233, fascicule 2, CNRS, 1965, p. 273-278.
- De Vaneau à Julien : in Cahiers de la Haute-Loire 1967, Le Puy-en-Velay, Cahiers de la Haute-Loire, 1967 (lire en ligne).
- « Trousse d’un oculiste gallo-romain », La Revue Chibret no 50, 1967.
- Mobilier archéologique gallo-romain trouvé en Haute-Loire, Éditions de la Société Académique du Puy-en-Velay et de la Haute-Loire, 1967.
- Le peintre Dubois-Pillet, Le Puy-en-Velay, Cahiers de la Haute-Loire, 1969 (lire en ligne).
- Les inscriptions des urnes des cœurs des princes et de princesses royales au musée du Puy, Le Puy-en-Velay, Cahiers de la Haute-Loire, 1972 (lire en ligne).
- Les Faïenceries d’Orsilhac et du Puy, leur propriétaire Joseph-Ignace Lashermes, le maître faïencier Pierre Brochot, Le Puy-en-Velay, Cahiers de la Haute-Loire, 1974 (lire en ligne).
- « Observations et hypothèses concernant la Vierge protectrice du musée du Puy », Gazette des Beaux-Arts, février 1974.
- Fondeurs du Puy, Éditions de la Société Académique du Puy-en-Velay et de la Haute-Loire, 1975.
- Mobilier et artisanat en Velay, catalogue des collections du Musée Crozatier, Éditions de la Société Académique du Puy-en-Velay et de la Haute-Loire, 1977.
- Dentelle du Puy. Évolution de l’Art de la Dentelle du Puy au XIXe siècle, catalogue de l’exposition, Musée Crozatier, 1977.
- Charles Maurin, essai sur le peintre et catalogue de l’exposition, Musée Crozatier, 1978.
- Archéologie gallo-romaine en Haute-Loire : notes, plans et cartes réunis par Jeanne Gounot, Le Puy-en-Velay, Cahiers de la Haute-Loire, 1989 (lire en ligne).